# 笠浦友愛
笠浦 友愛（かさうら ともちか、1961年 - ）は、ドラマ演出家で、NHKの職員。芸術的な演出で知られている。

## 経歴
長崎県出身。1984年東京大学文学部社会心理学科卒業、入局。大学時代は絵本好きで児童文学サークル所属だった。
1991年演出家デビュー。いきなり国際コンクールで賞を受けたことで注目を集めるようになる。NHKの人気ドラマの演出を数多く手掛けたほか、たまに児童文学風作品の演出も手がけることがある。2011年には朝の連続テレビ小説『おひさま』のチーフ演出を務めた。

## 手がけた作品
- 「静かの海に眠れ」（1991年、脚本：渡辺えり子（現：渡辺えり））
- 連続テレビ小説『ひらり』（1992年）
- 「まばたきの海に 美少女葵・心の旅」（1994年、脚本：竹内銃一郎　単独演出）
- 「熱の島―ヒートアイランド」（1997年）
- ドラマ愛の詩『双子探偵』（1999年）
- ドラマ愛の詩スペシャル『ズッコケ三人組 VS.双子探偵　光の世界へ翔べ』（2001年）
- 「夢みる惑星」（2000年）
- 「トトの世界」（2001年、脚本：大森寿美男）
- 「コウノトリなぜ紅い」（2001年　単独演出）
- 連続テレビ小説『まんてん』（2002年）
- 月曜ドラマシリーズ『恋する京都』（2004年）
- よるドラシリーズ『ルームシェアの女』（2005年）
- 土曜ドラマ『マチベン』（2006年）
- 土曜ドラマ『上海タイフーン』（2008年）
- ドラマ8『七瀬ふたたび』（2008年）
- 金曜ドラマ『派遣のオスカル』（2009年）
- 土曜時代劇『まっつぐ〜鎌倉河岸捕物控〜』（2010年）
- 連続テレビ小説『おひさま』（2011年）
- BS「恋愛検定」（桂望実原作）（2012年）
- 土曜ドラマ『ご縁ハンター』（2013年）
- 特集ドラマ はじまりの歌（2013年）
- 特集ドラマ『途中下車』（2014年）
- 『2030 かなたの家族』（2015年）
- FMシアター『あいちゃんは幻』（2016年　ラジオドラマ）
- FMシアター『ほかの誰でもないアヤコ』（2016年　ラジオドラマ）
- FMシアター『100円の新世界』（2017年　ラジオドラマ）
- ドラマ10『お母さん、娘をやめていいですか?』（2017年）
- ドラマ10『この声をきみに』（2017年）
- 土曜ドラマスペシャル『炎上弁護人』（2018年）
- ドラマ10『ミス・ジコチョー〜天才・天ノ教授の調査ファイル〜』（2019年）
- 土曜ドラマ『三浦部長、本日付けで女性になります。』（2020年）
- 土曜ドラマ『ノースライト』（2020年）
- 土曜ドラマ『一橋桐子の犯罪日記』（2022年）
- 土曜ドラマ「お別れホスピタル」（2024年）

## 受賞歴
- 1991年 プラハ国際テレビ祭プラハ金賞（グランプリ）‐『静かの海に眠れ』
- 1997年 第24回放送文化基金賞‐『熱の島-ヒートアイランド』
- 2000年 ギャラクシー賞‐『夢みる惑星』
- 2001年 ギャラクシー大賞‐『トトの世界』

## 参考
- 「90年代を生きる映像作家たち Vol.9 笠浦友愛」こうたき てつや「ぎゃらく」1998-9
- http://www9.nhk.or.jp/ohisama/special/direction/